# Strâmtura-Mitoc, Vaslui
Strâmtura-Mitoc este un sat în comuna Banca din județul Vaslui, Moldova, România. Se află în partea de sud a județului,  în Colinele Tutovei. La recensământul din 2002 avea o populație de 162 locuitori.